# Dasycrotapha speciosa
Dasycrotapha speciosa е вид птица от семейство Zosteropidae. Видът е застрашен от изчезване.

## Разпространение
Видът е разпространен във Филипините.